# Tầng Aeron
| Hệ/ Kỷ                                | Thống/ Thế | Bậc/ Kỳ                          | Tuổi (Ma) | Tuổi (Ma) |
| ------------------------------------- | ---------- | -------------------------------- | --------- | --------- |
| Devon                                 | Sớm        | Lochkov                          | trẻ hơn   | trẻ hơn   |
| Silur                                 | Pridoli    | không xác định tầng động vật nào | 419.2     | 423.0     |
| Silur                                 | Ludlow     | Ludford                          | 423.0     | 425.6     |
| Silur                                 | Ludlow     | Gorsty                           | 425.6     | 427.4     |
| Silur                                 | Wenlock    | Homer                            | 427.4     | 430.5     |
| Silur                                 | Wenlock    | Sheinwood                        | 430.5     | 433.4     |
| Silur                                 | Llandovery | Telych                           | 433.4     | 438.5     |
| Silur                                 | Llandovery | Aeron                            | 438.5     | 440.8     |
| Silur                                 | Llandovery | Rhuddan                          | 440.8     | 443.8     |
| Ordovic                               | Muộn       | Hirnant                          | già hơn   | già hơn   |
| Phân chia kỷ Silur theo ICS năm 2017. |            |                                  |           |           |

Tầng Aeron trong niên đại địa chất là kỳ giữa của thế Llandovery, và trong thời địa tầng học là bậc giữa của thống Llandovery thuộc hệ Silur. Kỳ Aeron tồn tại từ ~ 440.8 ± 1.2 Ma đến 438.5 ± 1.1 Ma (Ma: Megaannum, triệu năm trước).
Kỳ Aeron kế tục kỳ Rhuddan, và tiếp sau là kỳ Telych của cùng thế Llandovery.

## Địa tầng
Phẫu diện và điểm kiểu địa tầng ranh giới toàn cầu (GSSP) tầng Aeron đặt ở mặt cắt Trefawr Track, 500 m phía bắc trang trại Cwm-coed-Aeron, Wales, Anh Quốc.
GSSP nằm trong khối đá bùn của Hệ tầng Trefawr, về cơ bản có nhiều loài động vật có nhiều vỏ đa dạng và phong phú, nhưng cũng chứa đủ Graptolithina để cho phép nhận dạng một số đới sinh vật.